# 聖弗朗西斯鎮區 (阿肯色州格林縣)
聖弗朗西斯鎮區（英語：St. Francis Township）是位於美國阿肯色州格林縣的一個行政鎮區。

## 地方資料
聖弗朗西斯鎮區的面積為29.69平方千米，當中陸地面積為29.66平方千米，而水域面積為0.03平方千米。根據2010年美國人口普查的數據，當地共有人口2002人，而人口密度為每平方千米67.43人。